# Eupterote adolphaei
Eupterote adolphaei är en fjärilsart som beskrevs av Guérin-meneville 1843. Eupterote adolphaei ingår i släktet Eupterote och familjen Eupterotidae. Inga underarter finns listade i Catalogue of Life.